# Державна премія УРСР імені Тараса Шевченка — лауреати 1991 року
Державні премії УРСР імені Тараса Шевченка в галузі літератури, журналістики, мистецтва і архітектури 1991 року були присуджені Постановою Ради Міністрів Української РСР № 52 від 27 лютого 1991 р. за поданням Комітету по Державних преміях Української РСР імені Т. Г. Шевченка.

## Список лауреатів
| Галузь                                                     | Лауреат | Обґрунтування |
| ---------------------------------------------------------- | --- | --- |
| Література                                                 | Стус Василь Семенович (посмертно) | за збірку поезій «Дорога болю» |
| Журналістика і публіцистика                                | Дзюба Іван Михайлович | за серію публіцистичних виступів «Бо то не просто мова, звуки…», статті «Україна і світ», «Чи усвідомлюємо національну культуру як цілісність?»                                      |
| Музика                                                     | Мейтус Юлій Сергійович | за цикл романсів і балад на вірші радянських поетів та хоровий цикл на вірші О. Твардовського                                                                                        |
| Кінематографія                                             | Автори сценарію: Костенко Володимир Семенович (посмертно) Шудря Микола Архипович Сергієнко Роллан Петрович — режисер Коваль Олександр Іванович — оператор                                             | за документальні фільми «Відкрий себе», «Тарас», «Перед іконою» Української студії хронікально-документальних фільмів                                                                |
| Кінематографія                                             | Параджанов Сергій Йосипович (посмертно) — режисер-постановник Іллєнко Юрій Герасимович — оператор Кадочникова Лариса Валентинівна — виконавиця ролі Марічки Якутович Георгій В'ячеславович — художник | за художній фільм «Тіні забутих предків» Київської кіностудії художніх фільмів імені О. П. Довженка (Виконавець ролі Івана Миколайчук Іван Васильович удостоєний цієї премії раніше) |
| За кращий твір літератури і мистецтва для дітей та юнацтва | Білик Іван Іванович | за історичний твір «Золотий Ра» |